# Šarlota Lucemburská
Šarlota Lucemburská (lucembursky Charlotte Adelgonde Elisabeth Marie Wilhelmine vu Lëtzebuerg 23. ledna 1896, zámek Berg – 9. července 1985, zámek Fischbach) byla druhorozená dcera velkovévody Viléma IV. Lucemburského a Marie Anny Portugalské a v letech 1919–1964 druhá vládnoucí lucemburská velkovévodkyně (1940–1945 v exilu).
Na trůn se dostala poté, co byla její starší sestra, velkovévodkyně Marie-Adéla, 14. ledna 1919 pro své proněmecké sympatie přinucena k abdikaci. Také Šarlota se po nástupu musela potýkat s revolučními náladami; v referendu 28. září 1919 se sice 77,8 % voličů vyjádřilo pro zachování monarchie, nová ústava však výrazně omezila pravomoci velkovévody. Na rozdíl od své sestry se Šarlota rozhodla příliš se nevměšovat do politických záležitostí a působila hlavně jako symbolická hlava státu.

## Rodina

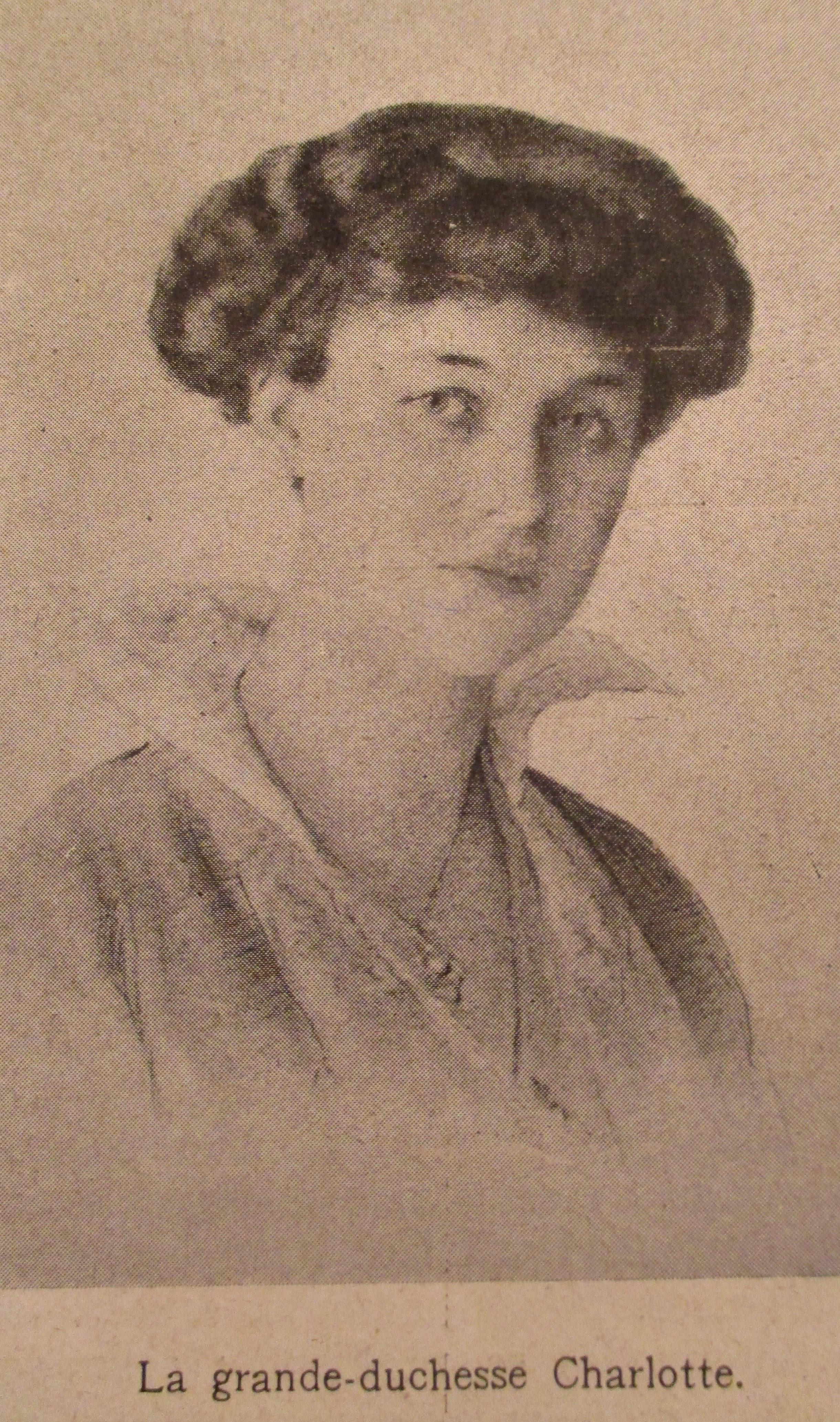
Šarloa v době nástupu na trůn

6. listopadu 1919 se Šarlota provdala za svého bratrance Felixe Bourbonsko-Parmského, bratra poslední rakouské císařovny Zity (jejich společným pradědečkem byl portugalský král Michal I.). Měli spolu následující potomky:
- Jan (5. ledna 1921 – 23. dubna 2019), lucemburský velkovévoda v letech 1964–2000 ⚭ 1953 princezna Josefína Šarlota Belgická (1927 – 2005), měli 5 dětí včetně následníka trůnu Jindřicha
- Alžběta (22. prosince 1922 – 22. listopadu 2011) ⚭ 1956 vévoda Franz Hohenberg (1927 – 1977), 2 dcery
- Marie Adéla (21. května 1924 – 28. února 2007) ⚭ 1958 hrabě Karel Josef Karel Josef Henckel z Donnersmarcku (1928 – 2008), 4 děti
- Marie–Gabriela (* 2. srpna 1925 - 9. února 2023) ⚭ 1951 hrabě Knud z Holstein-Ledreborgu (1919 – 2001), 7 dcer
- Karel (7. srpna 1927 – 26. července 1977) ⚭ 1967 Joan Dillon (* 1935), 2 děti
- Alix (24. srpna 1929 – 11. února 2019) ⚭ 1950 Antonín, 13. kníže z Ligne (1925 – 2005), 7 dětí

## Druhá světová válka
Po německé okupaci Lucemburska 10. května 1940 uprchla Šarlota i s  rodinou přes Francii, Portugalsko a USA do Kanady a nakonec do Londýna. V letech 1940–1944 se přes rozhlasové vysílání BBC stala symbolem lucemburské nezávislosti. Do vlasti se vrátila 14. dubna 1945.

## Abdikace a smrt
12. listopadu 1964 abdikovala ve prospěch svého syna Jeana. Zemřela 9. července 1985 na rakovinu a byla pohřbena ve vévodské kryptě lucemburské katedrály Notre-Dame.

## Vyznamenání
- Řád bílé orlice – Polsko, 1932[3]
- velkokříž Řádu věže a meče – Portugalsko, 29. září 1933[4]
- Řád Serafínů – Švédsko, 14. dubna 1939
- Stuha dvou řádů – Portugalsko, 27. ledna 1949[4]
- Pamětní medaile svatby prince Jeana a princezny Joséphine Charlotte – Lucembursko, 9. dubna 1953
- rytíř Řádu slona – Dánsko, 21. března 1955[5]
- Zlatá růže – Vatikán, 1956
- velkokříž Řádu Mahá Čakrí – Thajsko, 17. října 1965[6]
- velkokříž Řádu Leopolda – Belgie
- dáma Nassavského domácího řádu zlatého lva – Lucembursko
- velkokříž Řádu Adolfa Nasavského – Lucembursko
- velkokříž Řádu dubové koruny – Lucembursko
- velkokříž Řádu za zásluhy Lucemburského velkovévodství – Lucembursko
- Válečný kříž – Lucembursko
- Řád za péči o německý lid I. třídy – Německá říše
- velkokříž Řádu nizozemského lva – Nizozemsko
- velkokříž Řádu svatého Olafa – Norsko
- velkohvězda Čestného odznaku Za zásluhy o Rakouskou republiku – Rakousko
- dáma Řádu hvězdového kříže – Rakousko-Uhersko
- velkokříž Řádu Karla III. – Španělsko
- velkokříž Řádu Pia IX. – Vatikán
- čestný kříž Pro Ecclesia et Pontifice – Vatikán
- dáma velkokříže Konstantinova řádu svatého Jiří

## Vývod z předků
|                     |                                          |  |                       |                                         |  |  |  |  |  |  |  | Fridrich Vilém Nasavsko-Weilburský |
|                     |                                          |  |                       |                                         |  |  |  |  |  |  |  |                                    |
|                     | Vilém Nasavský                           |  |                       |                                         |  |  |  |  |  |  |  |                                    |
|                     |                                          |  |                       |                                         |  |  |  |  |  |  |  |                                    |
|                     |                                          |  |                       | Luisa Isabela z Kirchbergu              |  |  |  |  |  |  |  |                                    |
|                     |                                          |  |                       |                                         |  |  |  |  |  |  |  |                                    |
|                     | Adolf Lucemburský                        |  |                       |                                         |  |  |  |  |  |  |  |                                    |
|                     |                                          |  |                       |                                         |  |  |  |  |  |  |  |                                    |
|                     |                                          |  |                       | Fridrich Sasko-Altenburský              |  |  |  |  |  |  |  |                                    |
|                     |                                          |  |                       |                                         |  |  |  |  |  |  |  |                                    |
|                     | Luisa Sasko-Hildburghausenská            |  |                       |                                         |  |  |  |  |  |  |  |                                    |
|                     |                                          |  |                       |                                         |  |  |  |  |  |  |  |                                    |
|                     |                                          |  |                       | Šarlota Georgina Meklenbursko-Střelická |  |  |  |  |  |  |  |                                    |
|                     |                                          |  |                       |                                         |  |  |  |  |  |  |  |                                    |
|                     | Vilém IV. Lucemburský                    |  |                       |                                         |  |  |  |  |  |  |  |                                    |
|                     |                                          |  |                       |                                         |  |  |  |  |  |  |  |                                    |
|                     |                                          |  |                       | Fridrich Anhaltsko-Desavský             |  |  |  |  |  |  |  |                                    |
|                     |                                          |  |                       |                                         |  |  |  |  |  |  |  |                                    |
|                     | Fridrich August Anhaltsko-Desavský       |  |                       |                                         |  |  |  |  |  |  |  |                                    |
|                     |                                          |  |                       |                                         |  |  |  |  |  |  |  |                                    |
|                     |                                          |  |                       | Amálie Hesensko-Homburská               |  |  |  |  |  |  |  |                                    |
|                     |                                          |  |                       |                                         |  |  |  |  |  |  |  |                                    |
|                     | Adelaida Marie Anhaltsko-Desavská        |  |                       |                                         |  |  |  |  |  |  |  |                                    |
|                     |                                          |  |                       |                                         |  |  |  |  |  |  |  |                                    |
|                     |                                          |  |                       | Vilém Hesensko-Kasselský                |  |  |  |  |  |  |  |                                    |
|                     |                                          |  |                       |                                         |  |  |  |  |  |  |  |                                    |
|                     | Marie Luisa Hesensko-Kaselská            |  |                       |                                         |  |  |  |  |  |  |  |                                    |
|                     |                                          |  |                       |                                         |  |  |  |  |  |  |  |                                    |
|                     |                                          |  |                       | Luisa Šarlota Dánská                    |  |  |  |  |  |  |  |                                    |
|                     |                                          |  |                       |                                         |  |  |  |  |  |  |  |                                    |
| Šarlota Lucemburská |                                          |  |                       |                                         |  |  |  |  |  |  |  |                                    |
|                     |                                          |  |                       |                                         |  |  |  |  |  |  |  |                                    |
|                     |                                          |  | Petr III. Portugalský |                                         |  |  |  |  |  |  |  |                                    |
|                     |                                          |  |                       |                                         |  |  |  |  |  |  |  |                                    |
|                     | Jan VI. Portugalský                      |  |                       |                                         |  |  |  |  |  |  |  |                                    |
|                     |                                          |  |                       |                                         |  |  |  |  |  |  |  |                                    |
|                     |                                          |  |                       | Marie I. Portugalská                    |  |  |  |  |  |  |  |                                    |
|                     |                                          |  |                       |                                         |  |  |  |  |  |  |  |                                    |
|                     | Michal I. Portugalský                    |  |                       |                                         |  |  |  |  |  |  |  |                                    |
|                     |                                          |  |                       |                                         |  |  |  |  |  |  |  |                                    |
|                     |                                          |  |                       | Karel IV. Španělský                     |  |  |  |  |  |  |  |                                    |
|                     |                                          |  |                       |                                         |  |  |  |  |  |  |  |                                    |
|                     | Šarlota Španělská                        |  |                       |                                         |  |  |  |  |  |  |  |                                    |
|                     |                                          |  |                       |                                         |  |  |  |  |  |  |  |                                    |
|                     |                                          |  |                       | Marie Luisa Parmská                     |  |  |  |  |  |  |  |                                    |
|                     |                                          |  |                       |                                         |  |  |  |  |  |  |  |                                    |
|                     | Marie Anna Portugalská                   |  |                       |                                         |  |  |  |  |  |  |  |                                    |
|                     |                                          |  |                       |                                         |  |  |  |  |  |  |  |                                    |
|                     |                                          |  |                       | Tomáš Löwenstein-Wertheim-Rosenberg     |  |  |  |  |  |  |  |                                    |
|                     |                                          |  |                       |                                         |  |  |  |  |  |  |  |                                    |
|                     | Konstantin Löwenstein-Wertheim-Rosenberg |  |                       |                                         |  |  |  |  |  |  |  |                                    |
|                     |                                          |  |                       |                                         |  |  |  |  |  |  |  |                                    |
|                     |                                          |  |                       | Žofie Windisch-Graetz                   |  |  |  |  |  |  |  |                                    |
|                     |                                          |  |                       |                                         |  |  |  |  |  |  |  |                                    |
|                     | Adelaida Löwenstein-Wertheim-Rosenberg   |  |                       |                                         |  |  |  |  |  |  |  |                                    |
|                     |                                          |  |                       |                                         |  |  |  |  |  |  |  |                                    |
|                     |                                          |  |                       | Karel Ludvík Hohenlohe-Langenburský     |  |  |  |  |  |  |  |                                    |
|                     |                                          |  |                       |                                         |  |  |  |  |  |  |  |                                    |
|                     | Anežka Hohenlohe-Langenburská            |  |                       |                                         |  |  |  |  |  |  |  |                                    |
|                     |                                          |  |                       |                                         |  |  |  |  |  |  |  |                                    |
|                     |                                          |  |                       | Amálie Henrietta ze Solms-Baruth        |  |  |  |  |  |  |  |                                    |
|                     |                                          |  |                       |                                         |  |  |  |  |  |  |  |                                    |